# Assmåsa
Assmåsa är en herrgård i Sjöbo kommun i Skåne.
Assmåsa ligger omedelbart söder om Snogeholmssjön. Herrgården är uppförd 1849 och ombyggd 1910. Den är inte tillgänglig för allmänheten.